# Picarto.tv
Picarto.tv是影音串流平台，主要是以繪畫等藝術性質為內容。

## 歷史
- 2013年創建，主要目的是為了用繪畫實況來記錄生活，慢慢開始由全世界各地的繪師、藝術家在這個網路平台創立帳號、進行直播。
- 2016年5月19日於Android與iOS開放APP下載使用。

## 外部連結
- Picarto.tv官方網站（页面存档备份，存于）
- （英文）Picarto.tv（页面存档备份，存于） Picarto.tv的Facebook專頁
- （英文）Picarto.tv（页面存档备份，存于） Picarto.tv的Tumblr
- （英文）Picarto.tv（页面存档备份，存于）Picarto.tv的X（前Twitter）
- （英文）https://www.youtube.com/c/PicartoTVOfficial（页面存档备份，存于） Picarto.tv] YouTube上的